# Agaricus sylvaticus
|  | Опис гљиве у овом чланку није потпун нити је довољан за коректну и сигурну идентификацију гљиве. Непажњом врло лако се јестиве гљиве могу помешати са отровним. Уколико се поједу отровне уместо јестивих гљива, може доћи до тешких оштећења појединих органа, или до смрти оног који их је појео. Aко желите да скупљате гљиве, не препоручује се коришћење описа из овог чланка за препознавање, већ да се обавестите о изгледу и начину препознавања код неког стручњака за гљиве. |

Agaricus sylvaticus или такође позната као румена шумска печурка која припада роду лат. Agaricus и спада у врсте сапробних гљива. 

## Oпис врсте
- Клобук: пречника 7-15 cm, куполастог облика на врху па се шири док није скоро равна. Испод површине, која је светло румено-браон и прекривена црвенкасто-смеђим љускама које су гушће према средини клобука, месо је бело. Након сечења танко, чврсто месо капице постаје црвено и на крају смеђе.
- Листићи: у почетку ружичасти, слободни, натрпани листићи потом постају црвенији, а затим тамно смеђе како споре сазревају.
- Стручак:  1 до 1,2 cm дебљине у пречнику, мање-више је паралелно постављен изнад благо набрекле или луковичасте основе.
- Споре: јајоликог облика 4,5-6,5 са 3,2-4,2 µm. ( слична врста, Аgaricus langei има много веће споре - важна карактеристика за разликовање ове две врсте).[3]

## Станиште и екологија врсте
Припада групи сапробних гљива тј. разлагача и расте појединачно или у малим групама у четинарским и листопадним шумама, често у леглу иглица или на мравињацима.

## Географско распрострањење
Широко је распрострањена у Европи и Северној Америци, а такође се јавља и у Централној Америци,  Азији, Аустралији и Новом Зеланду. Површина насељености (АОО) ове врсте је много већа од 2.000 km², а њена заступљеност (ЕОО) је много већа од 20.000 km².

## Конзервациони статус врсте
Agaricus sylvaticus је глобално распрострањена сапробна шумска гљива. Нема доказа о опадању популација и могу бити локално обилне тамо где постоји погодно станиште. Стога спада у категорију најмање забринутости (енг. Least Concern).

## Јестивост
Ова велика и прилично уобичајена шумска печурка се генерално сматра добром јестивом врстом, а пошто њено месо постаје црвено, а не жуто када се сече, лако је избећи забуну са лат. Agaricus xanthodermus. 